# Avesgres
Avesgres est un ancien village de Champagne, ruiné vers 1550 par fait de guerre, abandonné et disparu. 
Cet ancien village se trouvait sur les communes de Marvaux-Vieux et de Séchault, situées dans le département des Ardennes en région Grand Est.

## Histoire
Dans la dépendance de la paroisse de Marvaux, il existait avant le XVIe siècle, un village nommé Avesgres ou, dans une écriture moderne, Avègres ; rarement Aveyres.
Ce village d'Avesgres est un établissement ancien, comme l'indique Auguste Longnon : « Altman, religieux d'Hautvillers, écrivit dans la seconde moitié du IXe siècle, le récit de la translation de sainte Hélène. Il y rapporte que Tetgis, prêtre d'Hautvillers, ayant (vers 840) dérobé à Rome le corps de la mère de Constantin, revint en France, et qu'après avoir passé par Avègres, il entra dans le village de Fallesia, situé in pago Vonciaco. »
Au début du XVIe siècle, Avesgres semble encore assez peuplé pour que le poète latiniste Jean Morel y naisse en 1539.
En 1553, il est question d'un « bail emphythéotique fait par Mgr de Miremont à Gérard Laigner « du lieu d'Avesgres où d'ancienneté il y avoit bourgeois et habitans résidans, de présent ruyné et destruit par les guerres, qui consiste en ban et finaige et justice haulte, moyenne et basse, comprenant 100 arpents de terres, 10 de prés, plus 2 arpents où était anciennement la maison et grange, à charge d'y rebâtir une maison avec dépendances, et au prix annuel de 10 liv. tournois, payables à la S. Martin d'hiver, pour les terres, 5s pour la maison et 2 chapons. Fait le 17 mars 1553. ». Le village est donc alors ruiné et abandonné ; son féodal tente de le faire réhabiter.
En octobre et novembre 1556, pour la réformation des coutumes du Vermandois, « maistre Gérard Bricot curé d’Avègres et Marvault », siège à l'assemblée pour l'« état de l’église » ; Avègres est cité en premier. 
Dans les procès-verbaux de l'assemblée du Bailliage de Reims, pour les États généraux de 1789, on trouve ces mentions :
- Pour le tiers-état : la communauté de Marvaux et Avègre compte 45 feux et envoie 2 députés à l'assemblée de bailliage.
- « M. Clochepéri, prieur de Rozière, seigneur du fief d’Avesgres dans la paroisse de Marvaux, non comparant, contre lequel il est donné défaut. »

D'ailleurs, sur la carte de Cassini, ce qui est aujourd'hui Marvaux (sans Vieux), porte le nom de Marvaux et Avegres, et une localisation Avegres, avec le prieuré Les Rosiers, y apparait entre Monthois, Marvaux, Vaux-les-Mouron et Séchault.
Le 21 mars 1791, il est proposé à la vente, au « ban d'Avègre, au terroir de Montois, ferme appart. ci-devant aux religieux de S. Denis de Reims, en 17 arpens de terre, louée 72 liv., mise au prix de 1.584 liv. ». Il s'agit d'une ferme bien modeste de 7 à 8 ha de superficie.
En 1830, Jean-Baptiste-Joseph Boulliot indique que « Ce n'est plus maintenant qu'un moulin  ». En effet, il apparait sur le cadastre de 1830, au point de jonction des territoires de Monthois, Marvaux et Séchault, sur celui de Séchault. Il n'en reste aujourd'hui que des ruines.
Laurent-Henri Cottineau, dans son Répertoire topo-bibliographique des abbayes et prieurés, mentionne : « Avègres, Avengra, N.-D., paroisse dépendant de l'abbaye des Augustins de St-Denis, diocèse de Reims, doyenné Cernay-en-Dormois, comm. Séchault, cant. Monthois, arrond. Vouziers, Ardennes »
La toponymie nous a laissé le ruisseau d'Avègres, dans les limites entre les territoires de Marvaux et de Séchault.

## Géographie
En reconstituant, à partir de la toponymie mentionnée dans les cadastres, anciens et actuels, et les traces (le moulin et l'ancien prieuré de Roziére, devenu le château des Rosiers), nous pouvons situer ce village à la jonction des trois lieux-dits suivants mentionnés dans la carte IGN : Les Usages (Monthois ) , les Près des Saules (Séchault ) & le Bois l'Allemand (Marvaux-Vieux ). Il se situe à 2 kilomètres à vol d'oiseau au nord-ouest du centre de la piste de l'aérodrome de Vouziers-Séchault.